# Алборан
Алборан (на испански: Isla de Alborán) е малък остров в Алборанско море, западното Средиземноморие, на около 50 км северно от мароканското крайбрежие и на 90 км южно от провинция Алмерия, Испания. Островът е испанско владение от 1540, когато е превзет от тунизийския пират Ал Борани след успешната битка при Алборан. Днес там има малък гарнизон от испанската флота и автоматизиран фар.
За разлика от останалите plazas de soberanía разположени на няколко километра от африканското крайбрежие, остров Алборан никога не е бил оспорван от Мароко. Алборан се управлява от кметството на град Алмерия.

## Обща информация
- Местоположение: 35°55′00″ с. ш. 3°02′00″ з. д. / 35.916667° с. ш. 3.033333° з. д.
- Площ: Около 71 200 m². В близост е разположено още едно островче, наречено Облачния остров.
- Надморска височина: Островът представлява равнинна платформа на около 15 m над морското равнище.
- Други: Поради стратегическото му значение, през 1960 няколко дегизирани като рибарски кораби съветски съдове се опитват да направят стабилна база на острова. Поради тази причина, испанската армия поставя гарнизон на Алборан, за да гарантира контрола и защитата на острова.